# Apple Watch Series 9
Apple Watch Series 9（アップルウォッチ シリーズナイン）は、Appleが開発・販売していたスマートウォッチ。Apple Watchの第10世代目に当たる。2023年9月12日にwatchOS 10とともに発表され、同年9月22日に発売された。

## 概要
Apple Watch Series 9は、2023年9月12日に開催されたApple Special Eventで発表された。
主な特徴としては以下の通りである。
- まったく新しいApple S9 SiP(A16 Bionicチップから派生した高効率コアSawtoothによるデュアルコアプロセッサをベース)の搭載
  - 最大2倍高速に機械学習処理ができる新しい4コアNeural Engine
  - 第2世代の超広帯域無線（UWB）チップ搭載
- 18時間のバッテリー駆動時間
- ダブルタップのジェスチャー対応
- 最大2,000ニト（最小1ニト）と、より明るくなったディスプレイ
- Siriへのリクエストをデバイス上で処理（これまではiPhoneに音声データを送ってiPhone上のSiriで処理したものをApple Watchに再度転送して処理していた。）
- サイクリスト向けに新しい指標、ワークアウト表示、サイクリングワークアウトをBluetoothで活用
- 新しいコンパスウェイポイントとマップ機能
- 環境光センサーを使って日光の下で過ごした時間を測定する機能
- カーボンニュートラルモデル
- 41mmと45mmのサイズ
  - スターライト、ミッドナイト、シルバー、(PRODUCT)RED、ピンクのアルミニウムケースモデル
  - ゴールド、シルバー、グラファイトのステンレススチールケースモデル